# Rovegliana
Rovegliana è una frazione di circa 1 280 abitanti del comune di Recoaro Terme, da cui dista 3,24 chilometri.

## Geografia fisica
Si trova in alto nella parte sinistra orografica della valle del torrente Agno, nei pressi del lungo contrafforte O - E che separa il bacino dell'Agno (a sud) da quello del Leogra e dall'alta pianura vicentina (a nord).

## Storia
Secondo la tradizione, anticamente si sarebbe chiamata Rupe Diana. Prima di essere aggregata come frazione a Recoaro e a Fongara era Comune principale.
Rovegliana venne abitata nel corso del XIII secolo da coloni germanici: il primo documento ufficiale che nomina la "villa" di Rovegliana risale al 1262. La frazione fu inizialmente il centro principale della conca a cui appartiene, data la posizione favorevole, esposta al sole, rialzata sulle colline, mentre il capoluogo, pur abitato, si sviluppò in seguito.
La storia di Rovegliana coincide con quella di Recoaro. Dopo varie dominazioni, dal XV al XVIII secolo, il territorio fu governato da Venezia, come testimoniato dall’affresco del leone alato di San Marco che si trovava sulla facciata della vecchia casa municipale in piazza a Rovegliana ed è ora collocato nell’atrio del palazzo del comune di Recoaro.

## Monumenti e luoghi d'interesse
- Parrocchia di Santa Margherita vergine e martire.[6] Secondo la tradizione si troverebbe sulle rovine di un Tempio di Diana, e una statua della Madonna avrebbe originariamente rappresentato la dea della caccia.[3][4][7]
- Chiesa di San Bernardo, anticamente oratorio o rifugio.[8]